# Петров Олександр Федорович
Петров Олександр Федорович (14.08.1920 — 1.04.1984) — учасник Радянсько-німецької війни, командир відділення мінометної роти 231-го гвардійського стрілецького полку 75-ї гвардійської стрілецької дивізії 30-го стрілецького корпусу 60-ї Армії Центрального фронту, Герой Радянського Союзу (17.10.1943), гвардії єфрейтор.

## Біографія
Народився 14 серпня 1920 року в селі Тургень, зараз Енбекшиказаського району, Алматинська область, Казахстан. Закінчив 6 класів школи, працював електромонтером.
До Червоної Армії призваний в 1940 році. Служив на Далекому Сході у м. Комсомольськ-на-Амурі . Під час війни був командиром розрахунку, потім командиром відділення мінометної роти 231-го гвардійського стрілецького полку 75-ї стрілецької дивізії.
Брав участь у Курській битві, де виявив себе стійкім бійцем. 7 липня 1943 року при відбитті атаки танків і піхоти противника разом із своїм розрахунком знищив до взводу гітлерівців, розсіяв до роти піхоти, тим самим не давши прорвати оборону . Був нагороджений медаллю «За відвагу».
Особливо відзначився при форсуванні ріки Дніпро північніше Києва восени 1943 року, у боях при захопленні та утриманні плацдарму на правому березі Дніпра в районі сіл Глібівка та Ясногородка (Вишгородський район Київської області). Командир 231-го гвардійського стрілецького полку гвардії підполковник Маковецький Ф. Є. в наградному листі написав, що в бою за село Ясногородка, коли був поранений командир взводу, Петров взяв командування на себе і, уміло керуючи вогнем взводу, відбив три контратаки. Був поранений командир роти, Петров прийняв командування ротою і, коли противник наблизився до нашого переднього краю, залишив біля мінометів по два бійці, а у кулеметів по одному, підняв роту в атаку. В рукопашній сутичці багнетами було знищено понад 30 німецьких солдатів і офіцерів.
Коли противник прорвав оборону правого сусіда, Петров, розуміючи можливість оточення роти, кинувся до сусідньої частини, зупинив бійців, що відходили, перегрупував їх і повів в атаку. Одночасно через зв'язкового наказав своїй роті вдарити в тил і фланг противника. В результаті цих дій Петрова до 2-х рот противника було знищено і поновлено оборону переднього краю .
Указом Президії Верховної Ради СРСР від 17 жовтня 1943 року за мужність і героїзм проявлені при форсуванні Дніпра і утриманні плацдарму гвардії єфрейтору Петрову Олександру Федоровичу присвоєне звання Героя Радянського Союзу з врученням ордена Леніна і медалі «Золота Зірка».
Після війни Петров О.Ф. закінчив школу МВД (у 1950 році), служив і вийшов у відставку в званні майора. Жив і працював і м. Джамбул, зараз Тараз Жамбилської області, Казахстан. Помер 1 квітня 1984 року. Похований на міському кладовищі м. Тараз.

## Нагороди
- медаль «Золота Зірка» № 1568 Героя Радянського Союзу (17 жовтня 1943)
- Орден Леніна
- Орден Червоного Прапора
- Медалі

## Пам'ять
- У навчальному центрі Сухопутних військ Збройних сил України "Десна" встановлено бюст Героя.
- У м. Тараз пам'ять Петрова О.Ф. вшанована меморіальною дошкою.
- Ім'ям Петрова названо школи у м. Тараз і в селі Тургень.